# أندري كيفيليف
أندري كيفيليف (الروسية: Кивилёв, Андрей Михайлович) (و. 1973 – 2003 م) هو راكب دراجة هوائية كازاخستاني، ولد في تالديكورغان، شارك في دورة الألعاب الآسيوية 1994، والألعاب الأولمبية الصيفية 2000، والألعاب الأولمبية الصيفية 1996، توفي في سانت إتيان، عن عمر يناهز 30 عاماً، بسبب سقوط.

## سباقات أو مراحل فاز بها
| التاريخ        | السباق                               | المركز                  |
| -------------- | ------------------------------------ | ----------------------- |
| 01 يناير 1995  | طواف تركيا 1995                      | الفائز في التصنيف العام |
| 21 فبراير 1998 | طواف هوت فار 1998                    | العاشر في التصنيف العام |
| 29 مارس 1998   | 1998 Vuelta Ciclista de Chile        |                         |
| 01 أكتوبر 1998 | باريس بورج 1998                      | السابع في التصنيف العام |
| 14 فبراير 2000 | تروفيو لايقويليا 2000                |                         |
| 19 فبراير 2000 | طواف هوت فار 2000                    | الثاني في التصنيف العام |
| 03 يونيو 2000  | Classique des Alpes 2000             | السابع في التصنيف العام |
| 11 يونيو 2000  | سباق دوفين للدراجات 2000             | التاسع في التصنيف العام |
| 12 أغسطس 2000  | طواف سان سيباستيان 2000              | الثامن في التصنيف العام |
| 20 أغسطس 2000  | 2000 Züri-Metzgete                   | الثامن في التصنيف العام |
| 04 يونيو 2001  | Grand Prix de Villers-Cotterêts 2001 | الرابع في التصنيف العام |
| 26 يونيو 2001  | روتي دو سود 2001                     | الفائز في التصنيف العام |
| 25 يونيو 2002  | روتي دو سود 2002                     |                         |

## روابط خارجية
- أندري كيفيليف على موقع أرشيف الدراجات (الإنجليزية)
- أندري كيفيليف على موقع إحصائيات الدراجات الإحترافية (الإنجليزية)
- أندري كيفيليف على موقع نسبة الدراجات (الإنجليزية)
- أندري كيفيليف على موقع اللجنة الأولمبية الدولية (الإنجليزية)
- أندري كيفيليف على موقع أوليمبيديا (الإنجليزية)